# Escola de Sant Marçal de Llemotges
L'Escola de Sant Marçal de Llemotges fou una escola medieval de composició activa durant la primera meitat del segle xii i localitzada a l'Abadia de Sant Marçal de Llemotges, a Llemotges, França.

## Formes musicals
És coneguda per la composició de trops, seqüències i organums primitius. En aquesta escola es desenvolupà l'organum melismàtic (també anomenat florit), que suposà un pas més en l'evolució d'aquesta forma que havia passat ja per les fases d'organum purum i organum lliure. En aquest sentit, fou un important precursor de l'Escola de Notre-Dame de París.

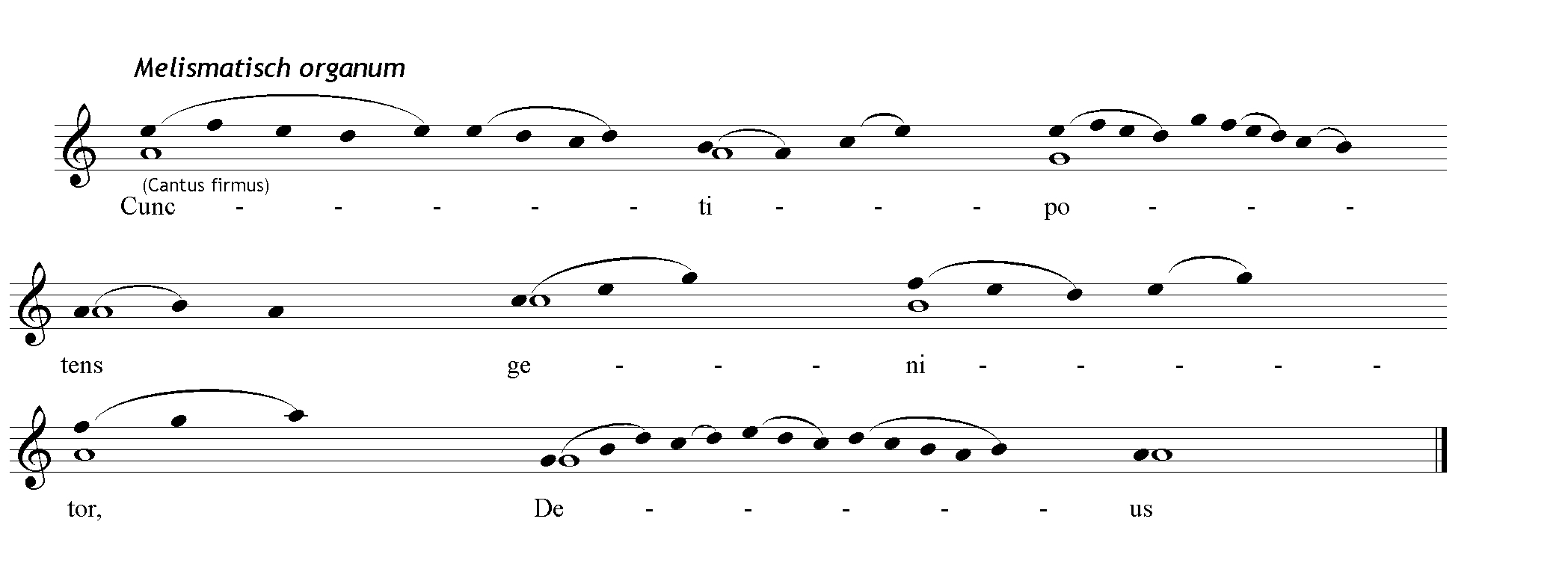
Exemple dorganum melismàtic.

## Compositors i obres
No hi ha compositors de l'escola que siguin coneguts pel seu nom. L'única cançó occitana antiga de què es conserva notació musical per totes les estrofes és una obra que pertany a Sant Marçal i es titula O Maria, Deu maire.

## Manuscrits
La majoria dels manuscrits procedents de la mencionada abadia es troben actualment a la Biblioteca Nacional de França situada a París. Es desconeix fins a quin punt aquests manuscrits reflecteixen composicions de l'abadia de Sant Marçal en particular, o es tractava de col·leccions d'obres de diversos llocs del sud de França.

El Codex Calixtinus s'associa amb l'Escola de Sant Marçal, ja que recull peces en l'estil que es practicava en aquella abadia. Aquesta relació es creu que pot venir donada a causa del Camí de Santiago que era, d'entre moltes altres coses, una via d'intercanvi cultural.

### Discografia
- 1984 – 12th Century Polyphony in Aquitaine (St. Martial de Limoges). Ensemble Organum, Marcel Pérès (Harmonia Mundi) Dades a medieval.org - (anglès)
- 1994 – Sacred Music of the Middle Ages. (Anima) Dades a medieval.org - (anglès)
- 1994 – Campus Stellae. Saint-Martial de Limoges / Santiago de Compostela. Discantus, Brigitte Lesne (Opus 111) Dades a medieval.org - (anglès)
- 1996 – St. Martial de Limoges. Sequentia, Benjamin Bagby, Barbara Thornton (Deutsche Harmonia Mundi) Dades a medieval.org - (anglès)